# Ordem dos Clérigos Regulares de Somasca
A Ordem dos Cléricos Regulares de Somasca (Latim: Ordo Clericorum Regularium a Somascha), (sigla C.R.S.), também chamados de Religiosos Somascos ou Somascos, é uma ordem religiosa católica fundada por São Jerônimo Emiliani (Veneza, 1481 — Somasca, 1537) destinada a socorrer as crianças órfãs e pobres.
Desde sua fundação, a ordem visa socorrer os abandonados e excluídos. Tal fato pode ser vislumbrado no seu primeiro nome, Companhia dos Servos dos Pobres. Depois da fundação e da aprovação apostólica, os religiosos somascos se difundiram no mundo todo, estando presente, atualmente, nos cinco continentes. Além disso, o carisma somasco da paternidade se mostra um valioso instrumento para a construção de um mundo novo mais justo e amoroso.
No Brasil, os somascos estão presentes em cinco cidades. Campinas, Presidente Epitácio e Santo André, todas no Estado de São Paulo; Satuba, Alagoas e; Uberaba, Minas Gerais. Em cada uma destas cidades a Congregação dos Religiosos Somascos, a seu modo, exerce atividades educativas e sociais que visam integrar as crianças e jovens na sociedade, cultivando nestes valores humanos como: sinceridade, caridade, humildade e alteridade.
Por fim, o carisma somasco tem mostrado sua validade durante estes quase 500 anos de história, mostrando que a paternidade de Deus é a semente da construção de um mundo mais humano.